# Grêmio Osasco Audax
El Grêmio Osasco Audax, más conocido como Audax es un club de fútbol brasileño de la ciudad de Osasco. Fue fundado en 1985 y juega en el Campeonato Paulista Serie A4, la cuarta división del estado de São Paulo. Su mayor logro fue haber sido subcampeón del Campeonato Paulista en 2016.

## Logo
El actual escudo del Audax ha sufrido tres cambios significativos en toda su historia. El más reciente se relaciona con la adquisición del equipo por el Osasco.